# Felonía
En el régimen feudal, un vasallo que violase los empeños que hubiese contraído hacia el señor cuyo feudo tuviese, se haría culpable de felonía. 
De aquí proceden aquellas palabras que vemos tan frecuentemente en los autores antiguos: vasallo felón, caballero felón. En su acepción primitiva, la palabra felonía expresa, pues, relaciones de jerarquía que ya no subsisten hoy. Esta palabra es ya poco usada. Sin embargo, todavía nos servimos de ella y es casi sinónima de traición.
En la saga de literatura fantástica Crónica del Asesino de Reyes, la felonía es un grave delito consistente en emplear la magia (o simpatía, como se la llama en esta historia) de manera perjudicial y deliberada contra otro ser humano. Aunque este uso se trata de un falso amigo derivado de una incorrecta traducción del inglés felony (delito o crimen).